# Понораць
45°19′ пн. ш. 15°32′ сх. д. / 45.32° пн. ш. 15.53° сх. д.
Понораць (хорв. Ponorac) — населений пункт у Хорватії, у Карловацькій жупанії у складі громади Крняк.

## Населення
Населення за даними перепису 2011 року становило 40 осіб.
Динаміка чисельності населення поселення: